# Маяк Форт-Пойнт (Новая Шотландия)
Маяк Форт-Пойнт (англ. Fort Point Lighthouse) — маяк, расположенный на берегу реки Мерси в черте города Ливерпул, графство Куинс, провинция Новая Шотландия, Канада. Построен в 1855 году. Деактивирован в 1989 году. Третий старейший сохранившийся маяк провинции Новая Шотландия.

## История
Маяк расположен на юге Ливерпулского залива, через который проходит морской путь до города Ливерпул. На южном вход в этот залив расположена группа небольших островов и отмелей, представляющих опасность для судоходства. В 1855 году парламент Новой Шотландии удовлетворил петицию о строительстве маяка. В том же году он был построен и представлял собой деревянную квадратную башню. В качестве источника света использовался аппарат из трёх ламп. Позже его заменила линза Френеля. В конце XIX века к башне сбоку пристроили дополнительное помещение, служившее кухней. В 1951 году маяк был электрифицирован. В 1964 году маяк автоматизировали. В 1989 году маяк был выведен из эксплуатации. В настоящее время маяк используется как музей.